# Notomiòtides
Els notomiòtides (Notomyotida) són un ordre d'equinoderms asteroïdeus de profunditat. Posseeix braços flexibles amb bandes de músculs longitudinals al llarg de la seva superfície dorsolateral interna.

## Taxonomia
Inclou 71 espècies en 8 gèneres i 1 família (Benthopectinidae):
- Família Benthopectinidae
  - Gènere Acontiaster Doderlein, 1921
  - Gènere Benthopecten Verrill, 1884
  - Gènere Cheiraster Studer, 1883
  - Gènere Gaussaster Ludwig, 1910
  - Gènere Myonotus Fisher, 1911
  - Gènere Nearchaster Fisher, 1911
  - Gènere Pectinaster Perrier, 1885
  - Gènere Pontaster Sladen, 1885